# Удар за трибуны
«Удар за трибуны» (англ. Past The Bleachers) — драма режиссёра Майкла Свитцера, основанная на одноимённом романе Криса Божалиана. Премьера фильма состоялась 22 июня 1995 года на телеканале ABC.

## Сюжет
Фильм рассказывает историю жизни немолодой супружеской пары Билла и Харпер Пэриш, пытающейся пережить смерть своего одиннадцатилетнего сына. Билл становится тренером детской бейсбольной команды, где он встречает странного мальчика по имени Лаки Даймонд, который взялся буквально из ниоткуда…

## В ролях
| Актёр               | Роль            |
| ------------------- | --------------- |
| Ричард Дин Андерсон | Билл Пэриш      |
| Барнард Хьюз        | Эд Годфри       |
| Глайннис О`Коннор   | Харпер Пэриш    |
| Кен Дженкинс        | Хилтон Бёрберри |
| Грэйсон Фрике       | Лаки Даймонд    |
| Ноа Флейс           | Чарли           |
| Дженни Крокмал      | Мелисса         |
| Дженнифер Томпсон   | Джилл           |
| Харви Рейвс         | Джейми          |